# Gernold Zulauf
Gernold Zulauf (* 1958 in Alsfeld) ist ein deutscher Geologe. Er ist Professor für Geologie an der Goethe-Universität Frankfurt am Main.
Zulauf studierte zunächst Geodäsie in Berlin und Frankfurt mit dem Abschluss als Diplomingenieur 1981 und dann Geologie und Paläontologie an der Goethe-Universität Frankfurt am Main mit dem Diplom-Abschluss 1987 und der Promotion 1990. Nach der Habilitation 1999 wurde er Professor an der Friedrich-Alexander-Universität Erlangen-Nürnberg und 2004 Professor für Geologie in Frankfurt. 2005/6 war er dort Gründungsdirektor der Abteilung Geowissenschaften.
Er befasst sich mit der Entwicklung der Varisziden,  Cadomiden und Helleniden, Modellierung geologischer Strukturen, Deformation von Salzgestein und Zusammenhang von Geothermie und Tektonik (er ist Sprecher der Forschungsgruppe Hessische Plattenrandtherme).
Er war 2009 und 2010 Gastprofessor an der Universität Istanbul.
1998 erhielt er den Hermann-Credner-Preis der DGG. 2000 bis 2006 war er Sekretär der Geologischen Vereinigung, 2008 wurde er stellvertretender Vorsitzender und 2011 Vorsitzender der DGG.